# Aforia watsoni
Aforia watsoni là một loài ốc biển, là động vật thân mềm chân bụng sống ở biển trong họ Turridae.